# Suspensorium (Schutzkleidung)
Ein Suspensorium (lateinisch suspendere ‚aufhängen‘), auch Schamkapsel, Tiefschutz, Hodenschutz, Ballschutz (salopp auch Sackhalter oder Eierbecher), ist eine Schutzkleidung, ein Korsett für Männer, aus dickem Gewebe oder aus einer Hartplastikschale, um Penis und Hoden vor Schlägen, Belastung und Verletzungen zu schützen.

## Einsatz
Ein Suspensorium wird hauptsächlich von Balletttänzern, Reitern, Sportlern (vor allem Kampfsportlern, Torwarten), Bereitschaftspolizisten und Soldaten als Teil der Montur getragen. Sportler tragen Suspensorien bevorzugt über der gewöhnlichen Unterwäsche. Eine Variante davon, ein Jockstrap (kurz Jock), ist eine in den Vereinigten Staaten entstandene Unterwäsche.
Ein mit Watte ausgestopftes Renommiersuspensorium trugen historische Kavaliere in der Hose, um die Genitalien optisch größer erscheinen zu lassen, heutzutage werden Renommiersuspensorien ebenso als Reizwäsche oder figurbetonende Unterwäsche (men’s shapewear) getragen. Suspensorien über der Hose trugen die Mitglieder der Gewaltgang im Film Uhrwerk Orange.
Balletttänzer tragen Suspensorien neben der Schutzfunktion auch, damit die Körpersilhouette nicht durch Falten oder Einschnürungen von Unterwäsche beeinträchtigt wird und um den Genitalien eine einheitliche Form zu geben.

„Der Anblick einiger Teile meiner Anatomie, die sich entgegengesetzt zum Rest meines Körpers hoben und senkten, sei nicht angemessen für ein Publikum aus bewundernden Müttern und ausgewählten Geschwistern“

Bei Röntgenuntersuchungen sorgt ein Gonadenschutz-Suspensorium dafür, dass Röntgenstrahlen die Keimzellen nicht erreichen. Als Suspensorium wurden früher auch Tragbeutel bezeichnet, die einen hängenden Teil des Körpers in einer gewissen Höhe halten und tragen sollten, besonders angewendet bei Entzündungen des Hodensacks und der Hoden sowie der weiblichen Brust.

## Jockstrap

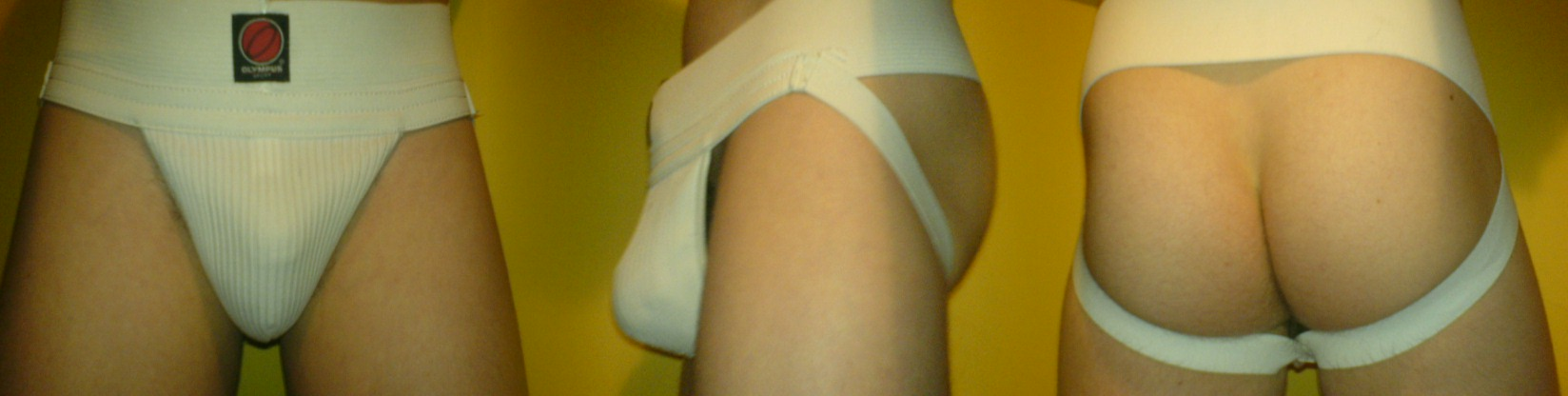
Jockstrap

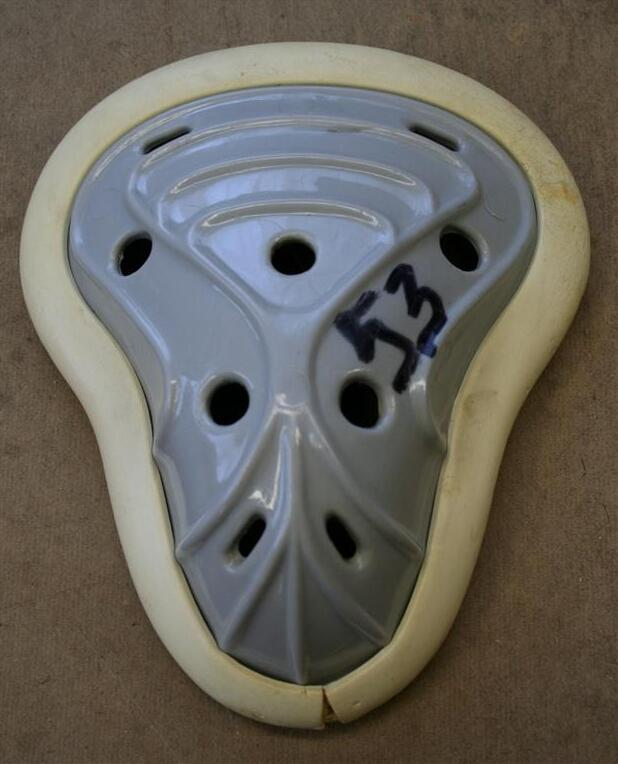
Jock Cup

Der Jockstrap diente ursprünglich dazu, Penis und Hodensack männlicher Sportler vor Verletzungen zu schützen. Er besteht aus einem elastischen Hüftband, einer beutelartigen Bandage zur Anhebung des Hodensacks und zwei elastischen Haltebändern, die links und rechts unterhalb des Gesäßes hoch zum Hüftband verlaufen. Das Gesäß liegt dabei völlig frei. Zum Schutz der Genitalien kann in den Bandagebeutel eine Schale aus Hartplastik oder Schaumstoff (jock cup) eingesetzt werden.
Als erotische Unterwäsche wird der Jockstrap auch direkt auf der Haut getragen.
Etymologie
Das Wort Jockstrap ist vermutlich seit 1897 in Gebrauch und aus dem englischen Wort jockey straps entstanden, welches eine speziell für Radsportler und Reiter entwickelte Unterwäsche bezeichnet.
Der bike jockey strap für Radsportler wurde erstmals 1874 in den Vereinigten Staaten hergestellt.
Die Bezeichnung jockey für Reitsportler ist seit 1670 im englischen Sprachgebrauch nachzuweisen.
Jock war zudem bis Mitte des 19. Jahrhunderts ein Jargon für Penis und geht vermutlich auf den männlichen schottischen Vornamen Jock zurück. Heutzutage werden Sportler und Athleten umgangssprachlich als jocks bezeichnet, was sich vom Begriff Jockstrap ableitet.

## Bildergalerie

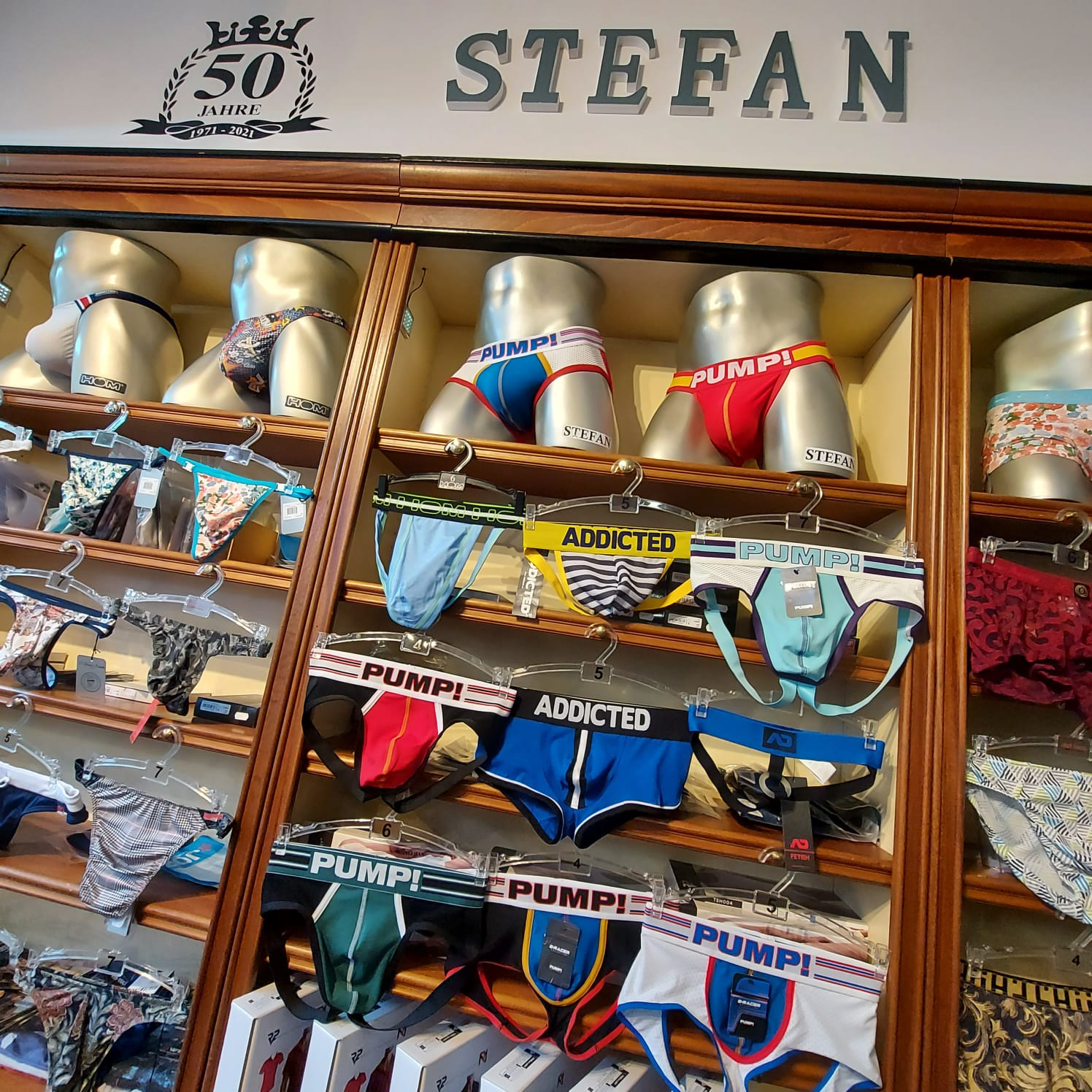
Auswahl verschiedener Jockstraps als modische Männerunterwäsche ohne Schutz
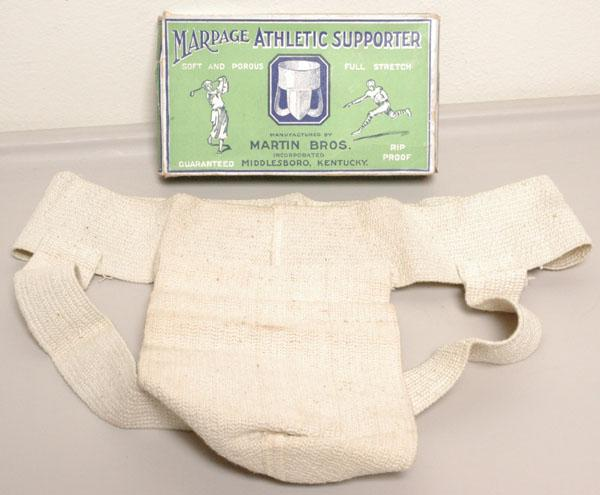
Jockstrap-Verpackung, zirka 1930
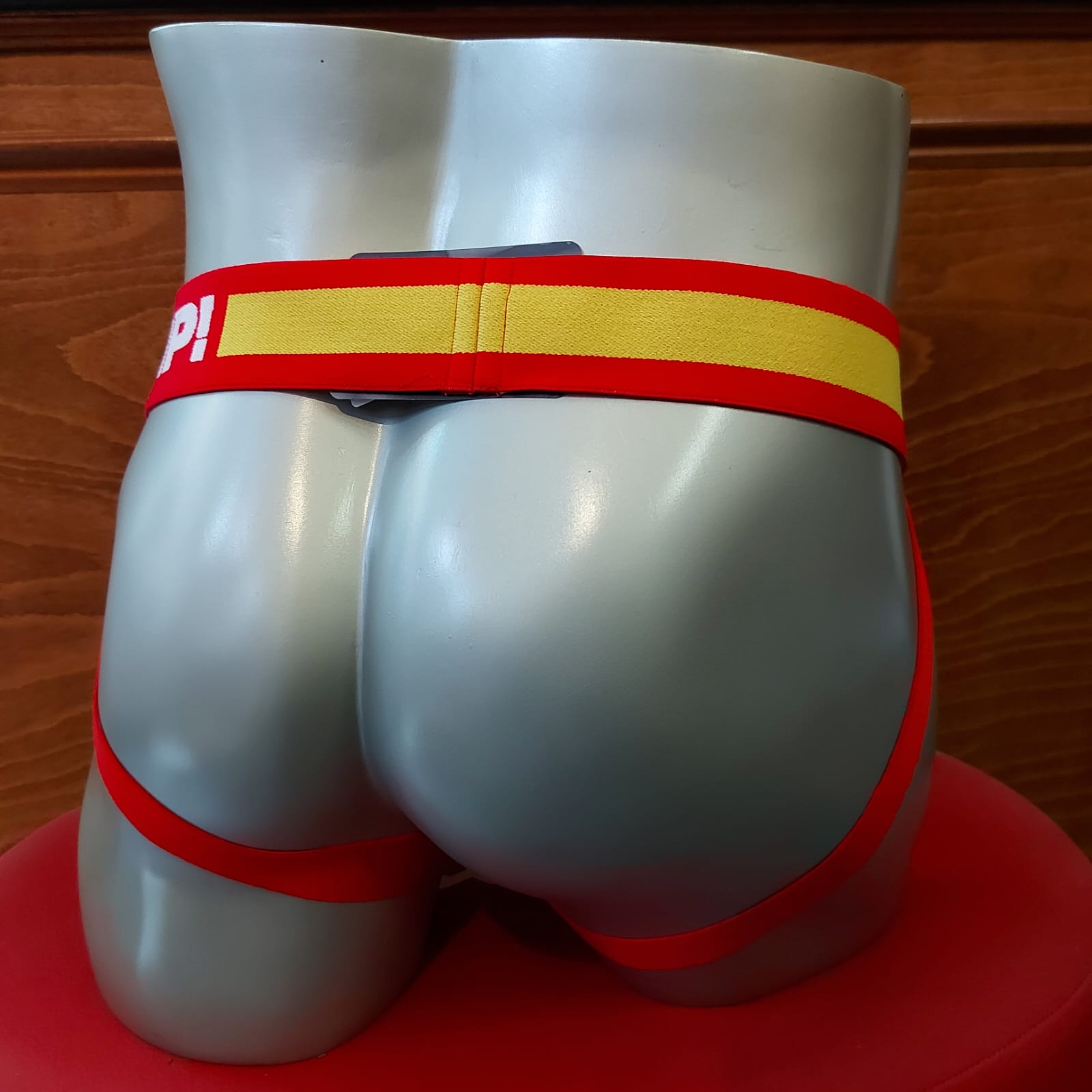
Schaufensterpuppe mit der Rückseite eines Jockstraps
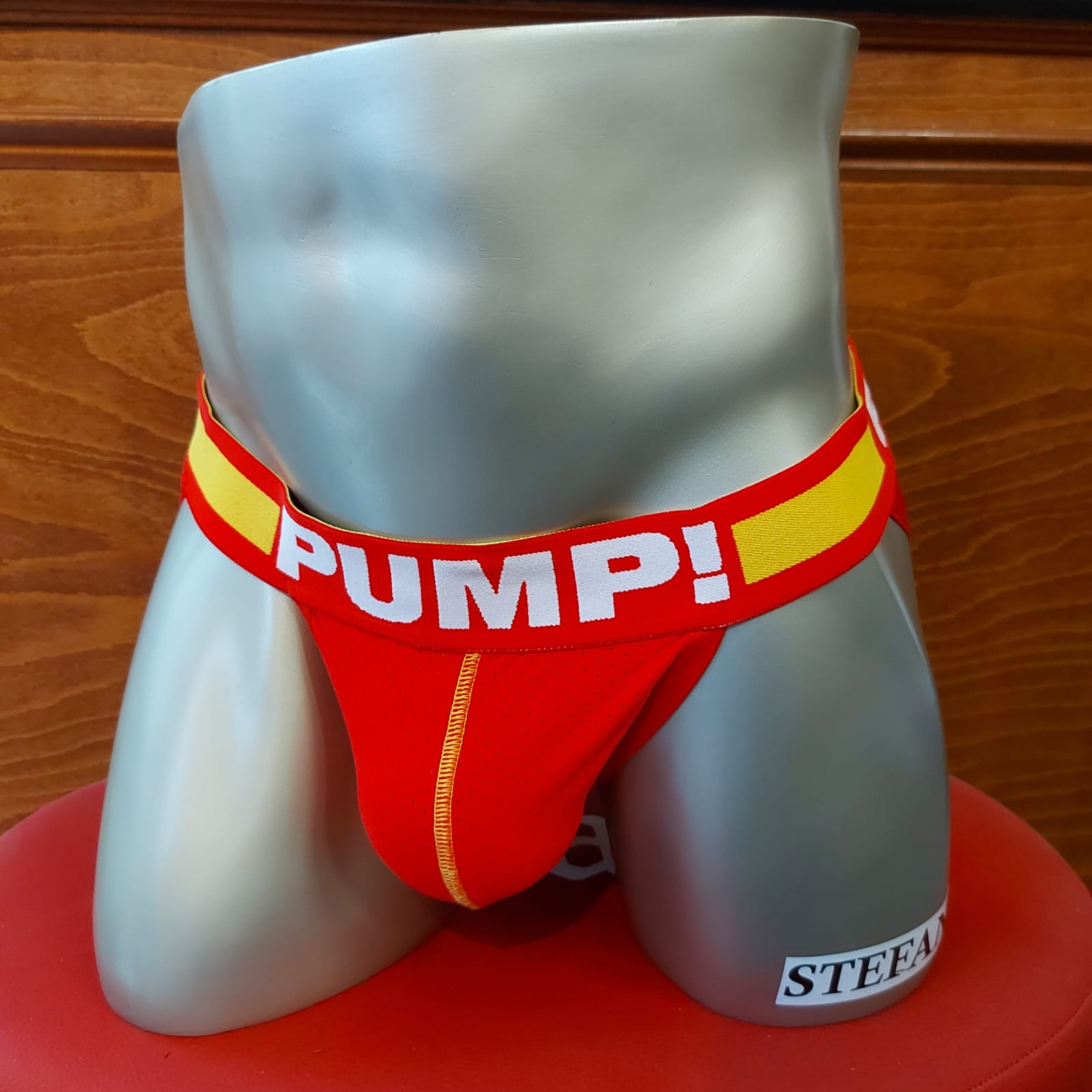
Schaufensterpuppe mit der Vorderseite eines Jockstraps
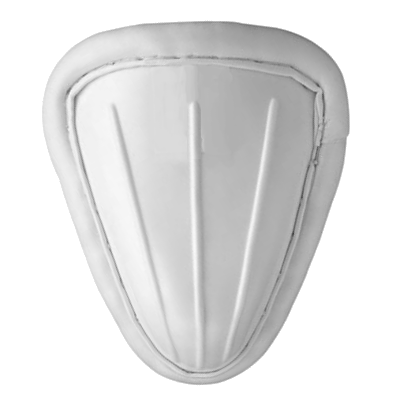
Ein Suspensorium, wie es von Kricketspielern verwendet wird.